# Veiligheidsverdrag tussen Japan en de Verenigde Staten

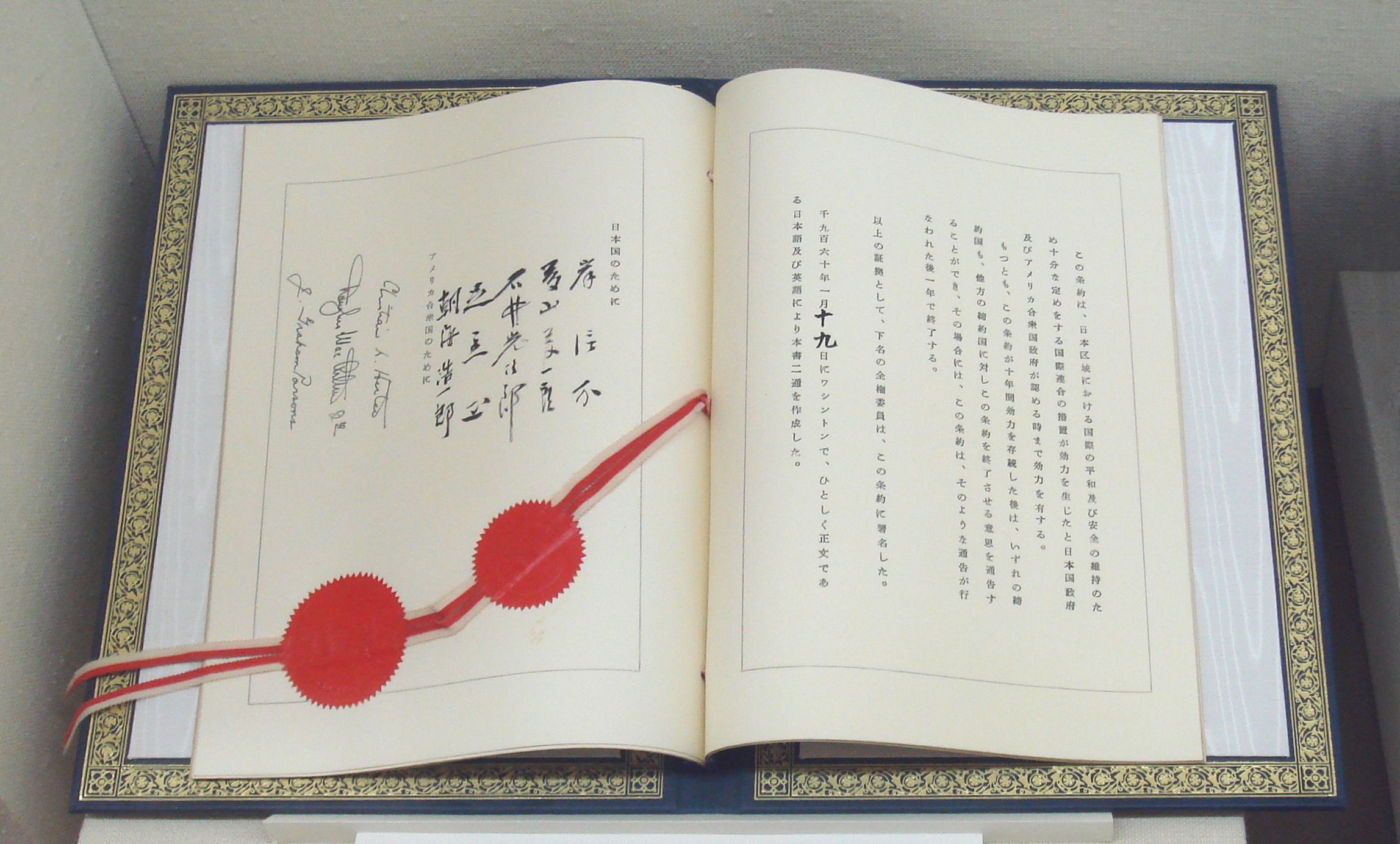
Handtekeningenpagina van de herziene versie van het verdrag uit 1960

Amerikaanse basissen in Japan

Amerikaanse basissen in Okinawa

Het Veiligheidsverdrag tussen Japan en de Verenigde Staten werd op 8 september 1951 getekend. Voornaamste aanleiding was het feit dat Japan tot ontwapening gedwongen was, waardoor het weerloos was geworden tegen aanvallen van buitenaf. Het Veiligheidsverdrag verleende aan de Verenigde Staten (V.S.) de macht om Japan te verdedigen in geval van nood. De V.S. garandeerde echter geen verdediging in het Verdrag, maar verzekerde Japan ervan. Het werd met andere woorden niet in het Verdrag ingeschreven dat de V.S. daadwerkelijk Japan zou verdedigen. Het gevolg hiervan was permanente Amerikaanse militaire aanwezigheid in Japan, dat tot op de dag van vandaag nog animositeit opwekt bij velen.

## Het verdrag van 1951
Het oorspronkelijk Veiligheidsverdrag telt vijf artikels, waarvan het eerste artikel het belangrijkst is. Hierin staat dat de V.S. het recht verwerft van militaire aanwezigheid in Japan om zodoende internationale vrede in het Verre Oosten te behouden en om Japan te verdedigen van aanvallen van buitenlandse oorsprong. De V.S. kan ook, mits expliciete aanvraag van de Japanse regering, interne rellen neerslaan. In artikel 2 staat dat Japan geen militaire basis van andere landen zal toestaan zonder de voorafgaande toestemming van de V.S. In artikel 4 staat opgenomen wanneer dit verdrag beëindigd wordt, namelijk als de internationale vrede en veiligheid in Japan door andere verdragen wordt verzekerd en beide partijen van oordeel zijn dat dit afdoende is. Het Verdrag rekende echter erop dat Japan zou herbewapenen, en mettertijd voor eigen verdediging zou instaan. Door losse interpretatie van artikel 9 van de naoorlogse grondwet, kon Japan de Japanse Zelfverdedigingstroepen oprichten.

## Herziening van 1960

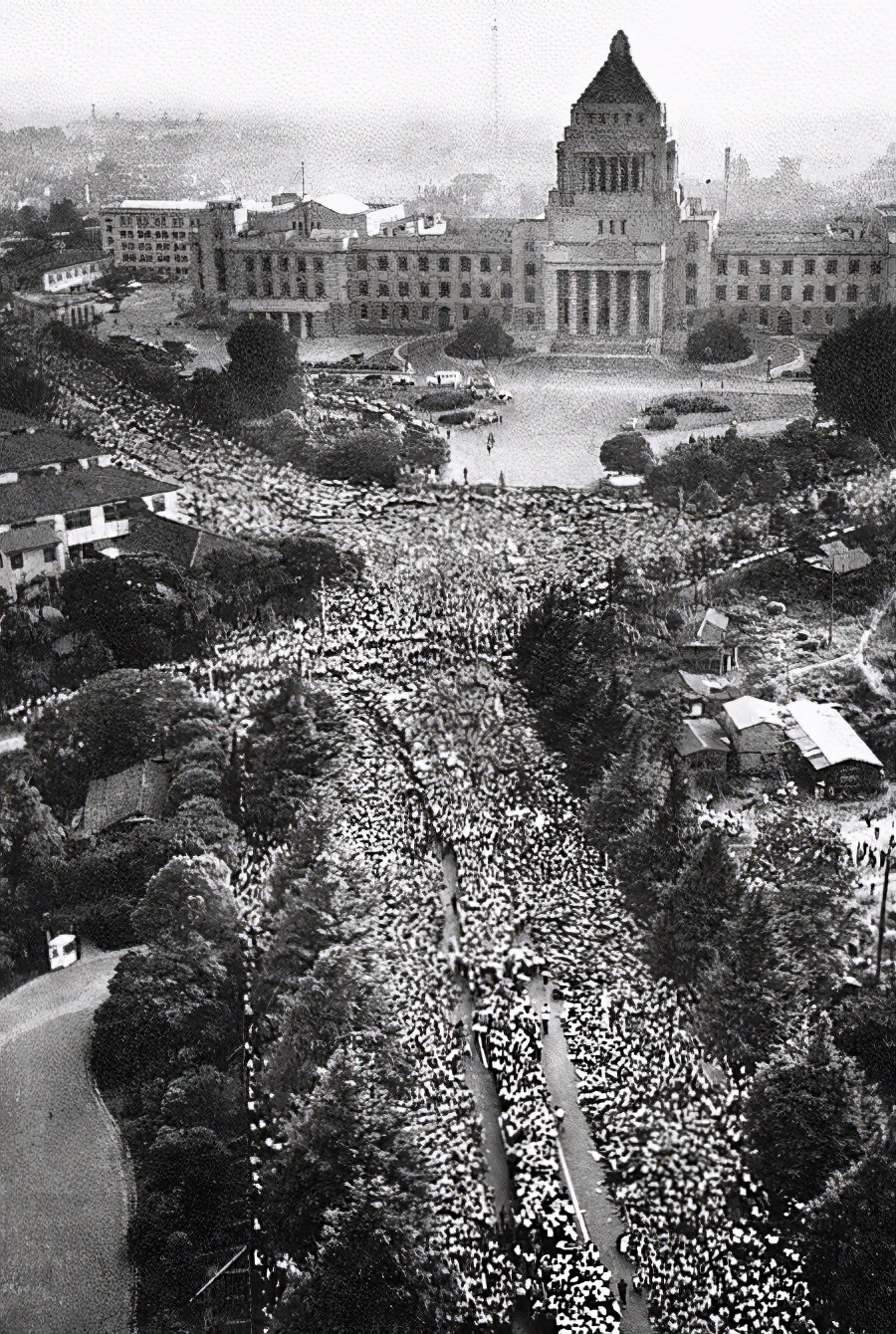
Prostest tegen het verdrag in 1960 voor het parlementsgebouw in Tokio

In 1960 kon premier Nobusuke Kishi (r. 1957-1960) het Verdrag herzien. De gerevisioneerde versie bevat 10 artikels. Het bilaterale karakter van het eerste verdrag werd afgezwakt en de Verenigde Naties, inclusief Veiligheidsraad, kreeg een belangrijke stem. De Amerikanen behielden het recht op militaire bases in het land aldus artikel 6, maar de mogelijkheid om op te treden bij interne rellen verdween. In artikel 10 staat het recht van beide landen om het verdrag na 10 jaar op te zeggen, maar tot op heden is dit niet gebeurd.

### Protesten
Het nieuwe verdrag was beter, maar de Japanners moesten nog steeds Amerikaanse bases toestaan. De bevolking vond dit onacceptabel en diverse massaprotesten werden georganiseerd om de regering van Kishi tot ander inzicht te brengen. Op 19 juni 1960 zou Eisenhower naar Japan komen om het verdrag te ondertekenen. Kishi werd steeds wanhopiger om het verdrag op tijd aan te nemen. Op 19 mei gebruikte Kishi grove middelen om zijn politieke agenda door te drijven, hij droeg de politie op alle oppositieleden uit het parlement te verwijderen. Met de oppositie afwezig bracht hij het Verdrag in stemming en het werd aangenomen. Deze actie was antidemocratisch en de protesten tegen het verdrag namen toe. De rust keerde niet terug en het bezoek van Eisenhower werd geannuleerd, uit angst dat zijn veiligheid niet gegarandeerd kon worden. Kishi kondigde zijn ontslag aan en trad af. Ondanks de enorme protesten werd het Verdrag automatisch goedgekeurd 30 dagen na de stemming en op 23 juni 1960 trad het nieuwe Verdrag in werking.

## Hedendaagse situatie van het Verdrag
Het Verdrag is nog altijd niet populair in Japan. In 1995 kwam in het nieuws de verkrachting van Japanse meisjes door Amerikaanse militairen. In 2016 gebeurde hetzelfde nadat een Amerikaanse marinier was gearresteerd voor de verkrachting en moord van een Japanse vrouw. In beide gevallen volgden felle protesten op de Amerikaanse aanwezigheid in het land.
Door de oorlogen in het Midden-Oosten (Irak, maar ook de Oorlog in Afghanistan (2001-2021) en premier Koizumi's ogenschijnlijke onvoorwaardelijke trouw aan de regering-Bush, is het volk in opstand gekomen. Het kabinet-Koizumi heeft verschillende wetten doorgevoerd die de integriteit van het Verdrag aantasten. De mogelijkheid om het zelfverdedigingsleger in te zetten in preventieve aanvallen op mogendheden die de vrede in het Midden-Oosten bedreigen, heeft bij het volk wrevel opgewekt.
In 1976 werd een regeringsbesluit genomen om de uitgaven voor defensie te beperken tot 1% van het Bruto Nationaal Product (BNP). De taak werd tegelijk iets uitgebreid, het zelfverdedigingsleger zou in staat moeten zijn kleine invasies af te weren. In december 1986 besloot het kabinet van premier Nakasone het defensiebudget te verhogen naar 1,004% van het BNP. Het volk was er tegen dat de grens werd overschreden. Ironisch genoeg was het volk voorstander van het voorstel dat het Japanse leger net zo snel als de economie moet groeien. Ook bleek na een opiniepeiling enkele jaren terug dat het volk grotendeels achter het Veiligheidsverdrag staat. Uit cijfers van SIPRI blijkt dat de defensie-uitgaven nog altijd dicht bij de 1% van het BNP liggen.

#### Herbewapening
Ondanks de grote druk door de V.S. uitgeoefend op Japan, kon Japan de eis om te herbewapenen weerstaan. Met argumenten zoals 'Japan is grondwettelijk een pacifistische staat', of 'Door het Verdrag hebben we geen legermacht nodig en de grondwet verbiedt dat trouwens', e.a. kon de regering de eisen van buitenaf pareren. Desondanks heeft Japan een zeer modern militair apparaat, maar wordt het zo niet genoemd. Termen zoals mobiele verdedigingsunit voor tanks worden gebruikt opdat Japan geen echt leger zou bezitten.
Op de 50e verjaardag van het ministerie van defensie werd geopperd om het agentschap als volwaardig ministerie in te stellen, tot grote verontwaardiging van de Volksrepubliek China en andere landen. Op de 50e verjaardag van het SDF dan weer, sprak Koizumi zich openlijk uit over de wens Japan een normaal land te laten worden, zijnde een land met een volwaardig leger, grondwettelijk toegestaan. Dit wekt bij velen de vrees van herbewapening op. Vele landen zijn de Tweede Wereldoorlog nog niet vergeten.
Het zelfverdedigingsleger mag op buitenlands vlak uitsluitend handelen indien Japan wordt aangevallen door een andere mogendheid. Vandaag heeft Japan een groot militair stelsel, met een van de modernste uitrustingen. Inzake uitgaven met betrekking tot defensie stond het in 1987 op de zesde plaats in de wereld en in 2020 op de achtste plaats met een budget van US$ 49 miljard. De V.S. staan op de eerste plaats met US$ 778 miljard, gevolgd door de Volksrepubliek China met US$ 252 miljard en India met US$ 73 miljard. Desalniettemin heeft Japan een bescheiden aantal manschappen, vergeleken met het territorium.

## Verwante documenten
- In hetzelfde jaar en op dezelfde dag werd het Vredesverdrag van San Francisco getekend, dat de Tweede Wereldoorlog officieel beëindigde. Het werd door 48 landen ondertekend, maar niet door de Volksrepubliek China of Taiwan.